# Cerro Miramundo
Cerro Miramundo, también conocido como Montaña de la Soledad, es un cerro situado a pocos kilómetros al sur de la ciudad de Zacapa en el sureste de Guatemala. El cerro, cubierto de matorrales, constituye un punto panorámico con una vista impresionante sobre el paisaje circundante. Un área de 9,02 km² fue declarado parque nacional en 1956.